# المثلث المحتوم
المثلث المحتوم: الولايات المتحدة وإسرائيل والفلسطينيون هو كتاب نعوم تشومسكي صدر عام 1983 عن العلاقة بين الولايات المتحدة وإسرائيل والفلسطينيين العرب. يدرس تشومسكي أصول هذه العلاقة وتبعاتها المهمة على الفلسطينيين والعرب الآخرين، يركز الكتاب أساسًا على حرب لبنان عام 1982 و«التحيز المؤيد للصهيونية» لمعظم وسائل الإعلام والمفكرين الأمريكيين، كما يقول تشومسكي.
تم تحديث الكتاب عام 1999 ويحتوي على ثلاثة فصول جديدة، بالاعتماد على مواد من مجلة Z ومنشورات أخرى، والتطورات الجديدة التي تم دمجها مثل الانتفاضة الأولى والغزو الإسرائيلي للبنان وعملية السلام المستمرة.
وقال إدوارد سعيد، الذي ساهم أيضًا في المقدمة الجديدة «إن ادعاء تشومسكي الرئيسي هو أن إسرائيل والولايات المتحدة - وخاصة الأخيرة - يرفضان السلام، في حين أن العرب، بما في ذلك منظمة التحرير الفلسطينية، يحاولون لسنوات أن يستوعبوا أنفسهم لواقع إسرائيل».

## وصلات خارجية
- نحو حرب باردة جديدة: مقالات حول الأزمة الحالية وكيف وصلنا إلى هناك
- المثلث المصيري: الولايات المتحدة وإسرائيل والفلسطينيون
- تحويل المد: تدخل الولايات المتحدة في أمريكا الوسطى والنضال من أجل السلام
- بعد الكارثة: الهند الصينية ما بعد الحرب وإعادة بناء الأيديولوجيا الإمبراطورية
- بعد الكارثة: الهند الصينية ما بعد الحرب وإعادة بناء الأيديولوجيا الإمبراطورية
- اتصال واشنطن والفاشية في العالم الثالث
- اتصال واشنطن والفاشية في العالم الثالث
- القوة الأمريكية والماندرين الجدد
- أوراق البنتاغون. عضو مجلس الشيوخ جرافيل المجلد. خامسا مقالات نقدية. بوسطن
- العنف المضاد للثورة - حمامات الدم في الحقيقة والدعاية

لا توجد روابط لمواقع التواصل الاجتماعي.